# Navlaka
Navlaka je u geologiji reversni rasjed blagog pada i velike amplitude kretanja stijenskih masa. Predstavlja strukturnu jedinicu litosfere u kojoj se stijene (tereni) koje su bile jedna uz drugu nagurane jedna na drugu. Najjednostavnije se prepoznaju navlake kod kojih su starije naslage navučene na mlađe (tzv. navlačenje u sekvenci) ili obrnuto (tzv. navlačenje van sekvence). Nastaju u kompresijskom tektonskom režimu, pa zbog toga navlakama najčešće prethode bore i reversni rasjedi.
Dijelovi navlake su: korijen navlake, čelo navlake, tektonsko okno, tektonsko poluokno i navlačak.

## Vanjske poveznice
- Navlaka Hrvatska enciklopedija